# Ona (ö)

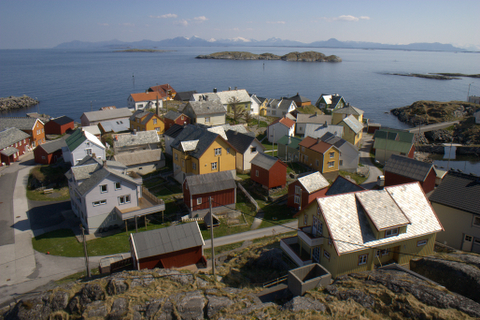
Utsikt över Ona från fyren på Onakalven.

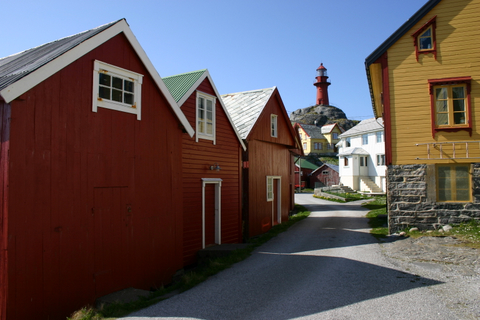
Ona fyr.

Ona är en ö i den nordligaste delen av Ålesunds kommun i Møre og Romsdal fylke i västra Norge. Ön har 34 fastboende.
Ona fyr är ett känt turistmål. Den byggdes 1867 och är 14,7 meter hög.
Tidigare har ön tillhört dåvarande Sandøy kommun.